# 托马什·齐布
托马什·齐布（捷克語：Tomáš Zíb，1976年1月31日—）是一位捷克職業網球運動員。

## 外部連結
- 托马什·齐布（英文/西班牙文）的官方資料
- 托马什·齐布的國際網球總會 職業／青少年 官方資料（英文）
- 托马什·齐布的官方資料（英文）